# Orbilia rectispora
Orbilia rectispora är en svampart som först beskrevs av Jean Louis Emile Boudier, och fick sitt nu gällande namn av Baral 2006. Orbilia rectispora ingår i släktet Orbilia och familjen vaxskålar.   Inga underarter finns listade i Catalogue of Life.